# Аная, Эктор
Эктор Аная Огер (исп. Héctor Anaya Oger, годы жизни неизвестны) — уругвайский шахматист.
Чемпион Уругвая 1928 г.
В 1921 г. представлял Уругвай в 1-м чемпионате Южной Америки, проходившем в Монтевидео (набрал 6 очков из 17, разделил 15—16 места с Ж. де Соузой Мендешем).
В 1925 г. участвовал в международном турнире в Монтевидео.
Сведения о биографии шахматиста крайне скудны.